# António Costa Pinheiro
António Costa Pinheiro, né en 1932 à Moura et mort le 9 octobre 2015 à Munich, est un peintre et graveur portugais.

## Biographie
Né en 1932 à Moura, António Costa Pinheiro étudie à l'école des arts décoratifs de Lisbonne et commence à exposer en 1954.
Il comprend très vite que la situation de répression dans le pays ne lui permettrait pas de réaliser de grandes expérimentations artistiques et culturelles.
Il voyage à travers l'Europe, puis vit à Paris de 1959 à 1961.
Il est cofondateur du groupe KWY, pionnier de l'intégration internationale des artistes portugais.
António Costa Pinheiro meurt le 9 octobre 2015 à Munich à l'âge de 82 ans, victime de complications de santé dues à une pneumonie.

## Galerie

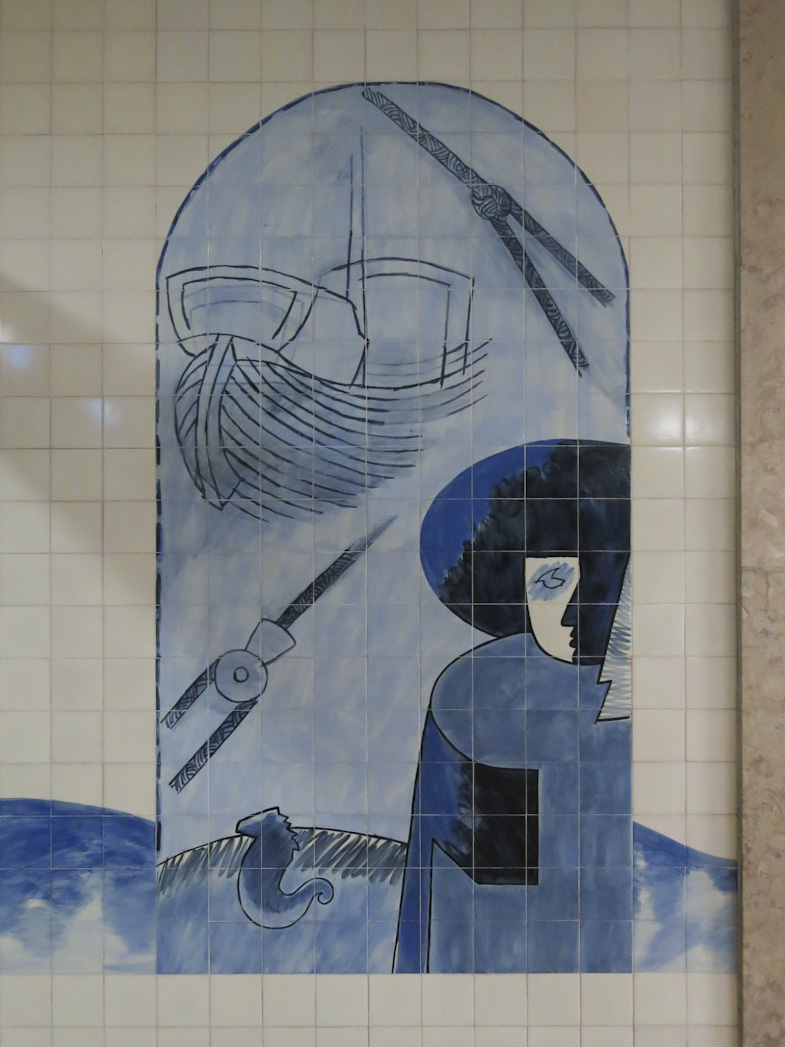
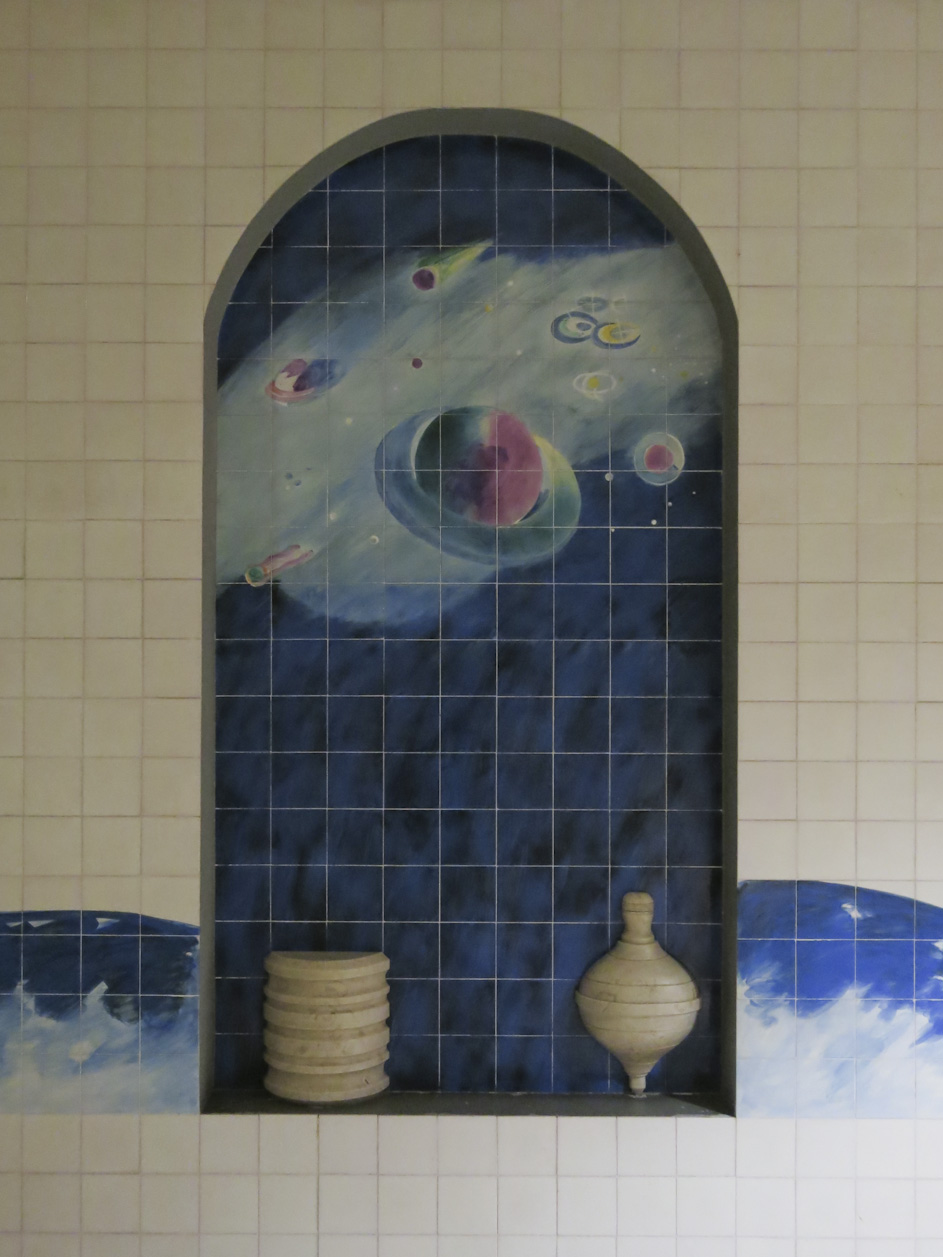
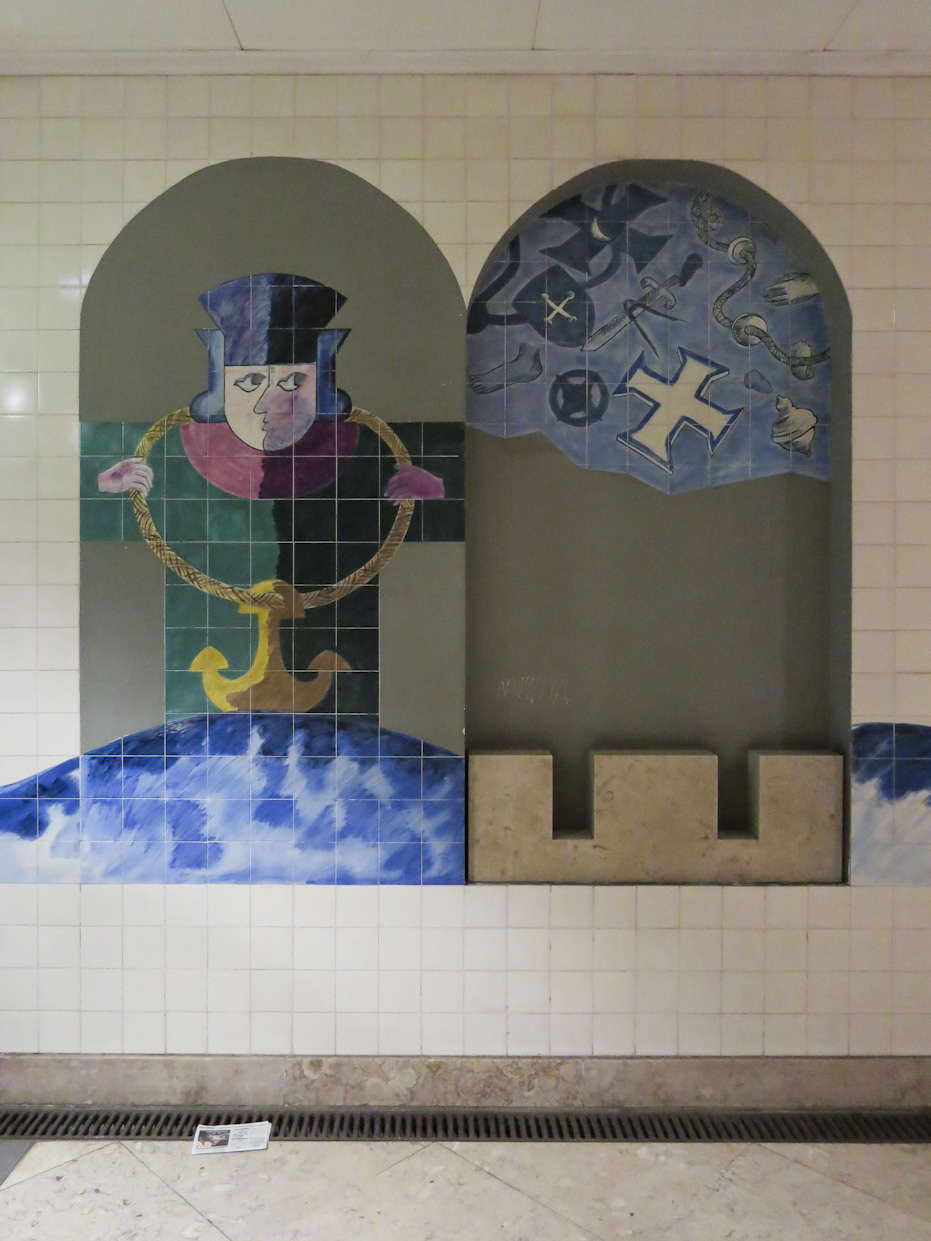
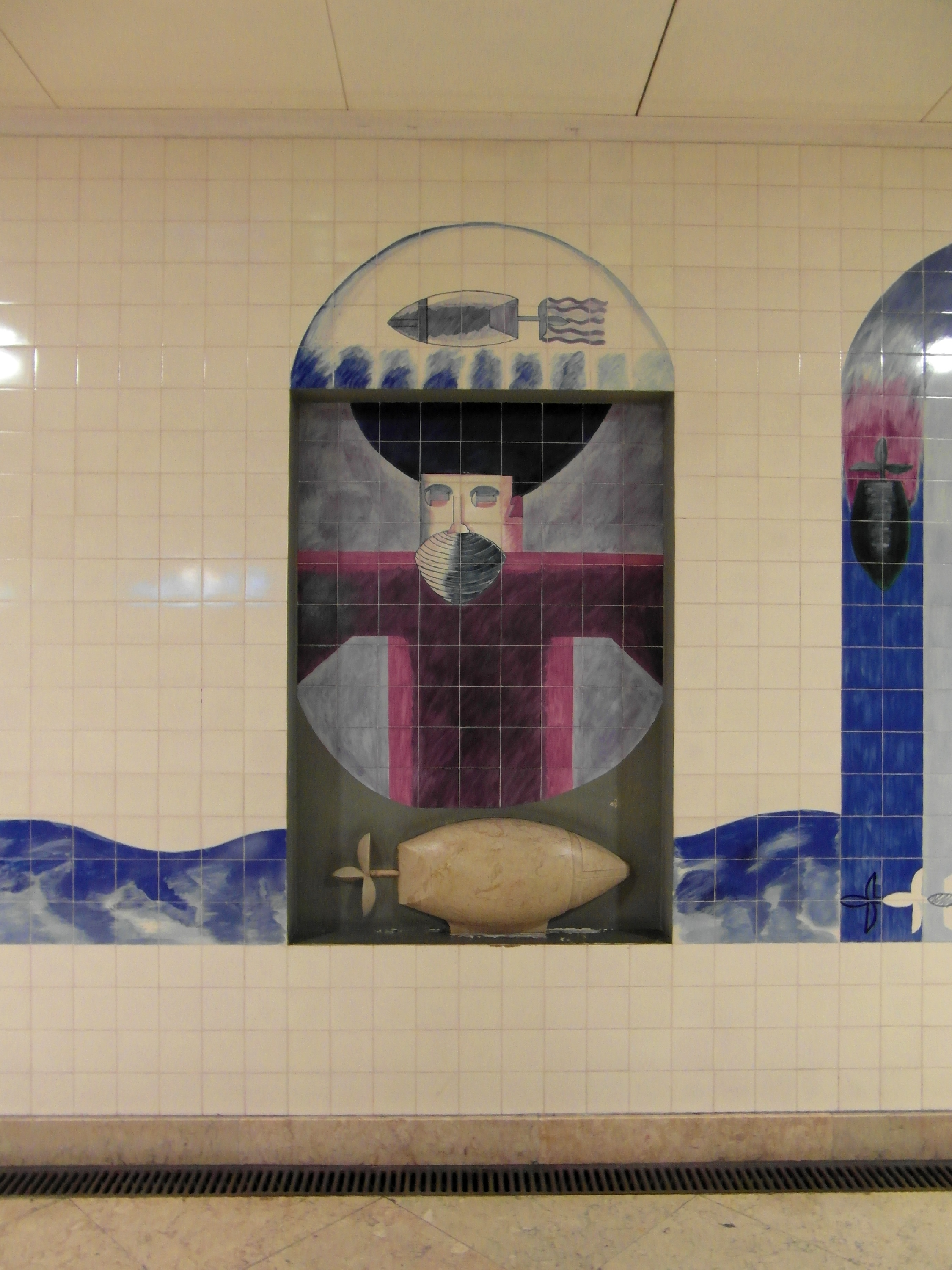
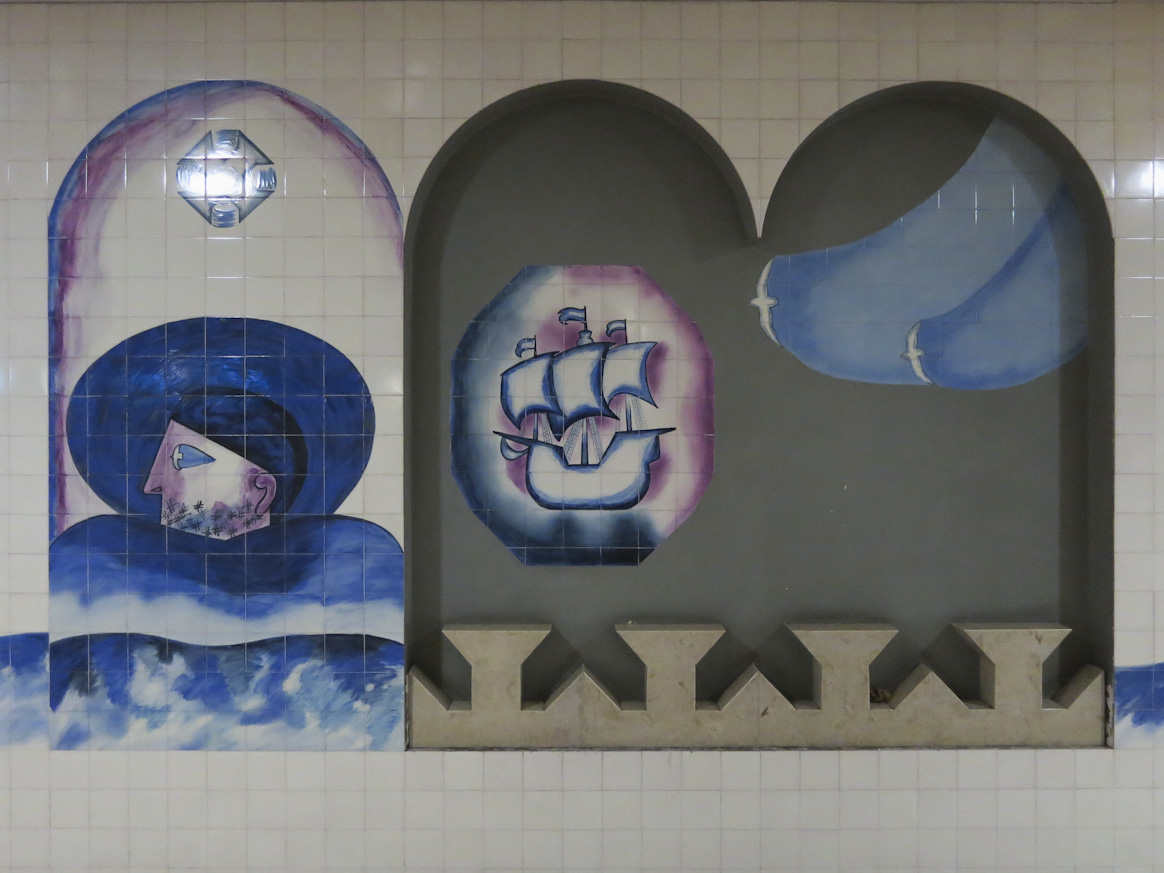
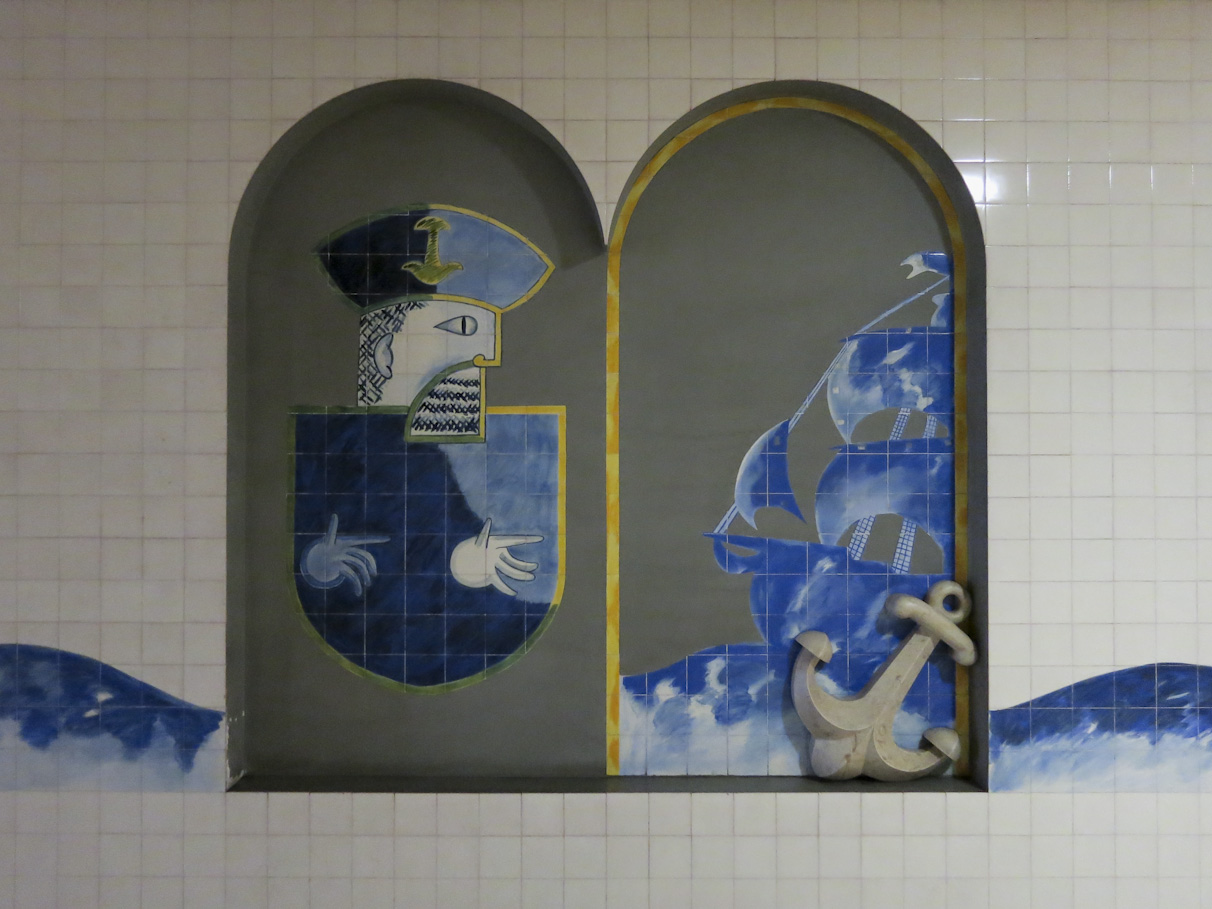